# Scion
Scion era un marchio di automobili appartenente alla Toyota e da essa creato nel 2002; è stato utilizzato per commercializzare veicoli esclusivamente in Nord America fino al 2016.

## Storia
Ideata nel 1999 dalla Toyota per avvicinare la clientela del Nord America, avrebbe dovuto racchiudere tutti i principali modelli sportivi e compatti della casa nipponica; inizialmente l'idea era quella di fabbricare anche i modelli di Toyota Celica e Toyota MR2 ma questa idea fu subito accantonata in favore della creazione di alcuni modelli che potessero essere esclusivamente del marchio Scion.

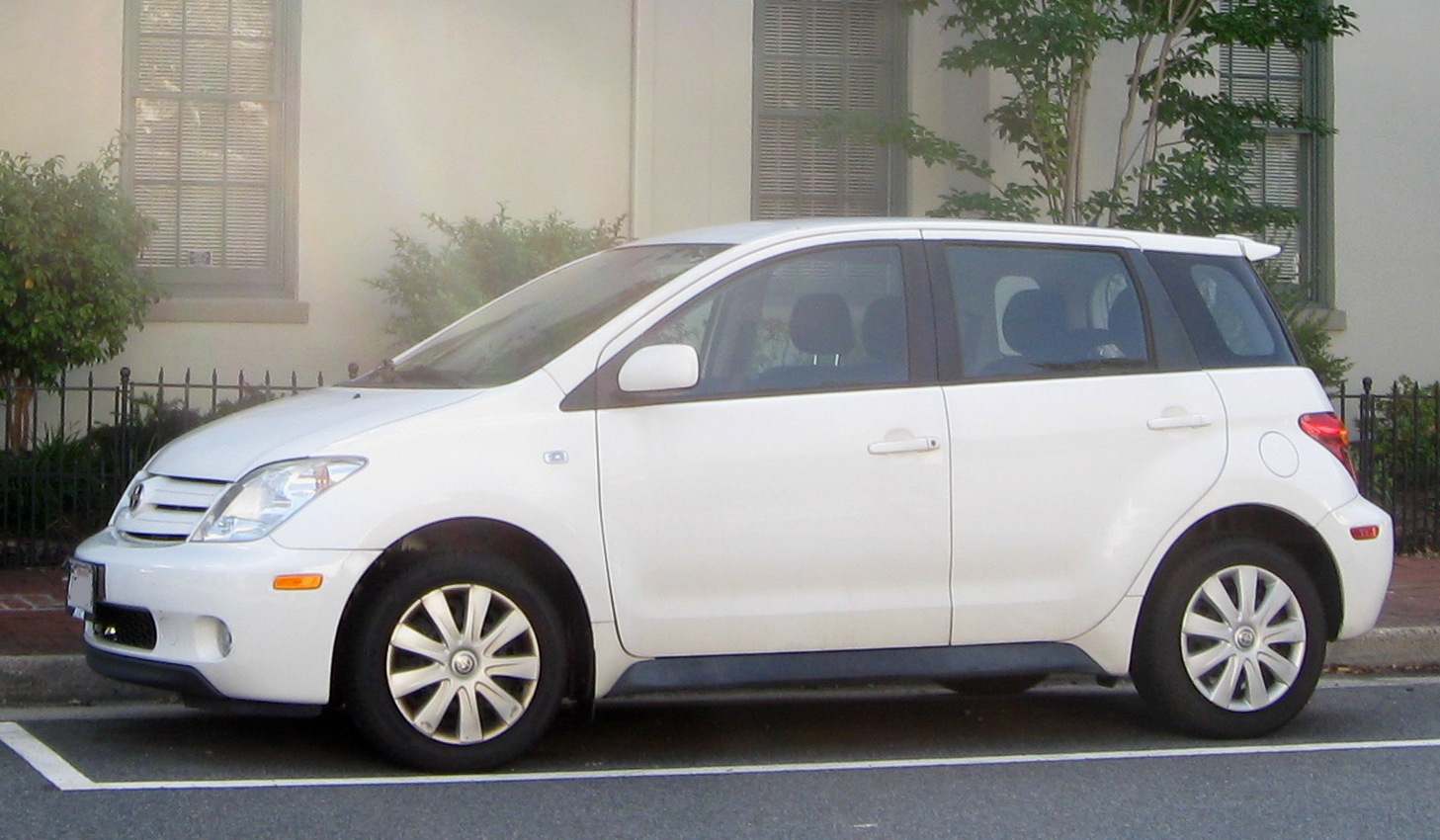
Scion xA

Ufficialmente introdotta nel mercato del 2002 e presentata lo stesso anno al salone dell'automobile di New York, la Scion presentò inizialmente due modelli che si chiamavano BBX (che divenne la xB) e CCX (che divenne la coupé sportiva tC).
Dopo un avvio con sole 103 concessionarie Toyota che avevano questi modelli, la Scion si ampliò fino a tutti gli Stati Uniti producendo varie serie sia del modello tC sia della xB.

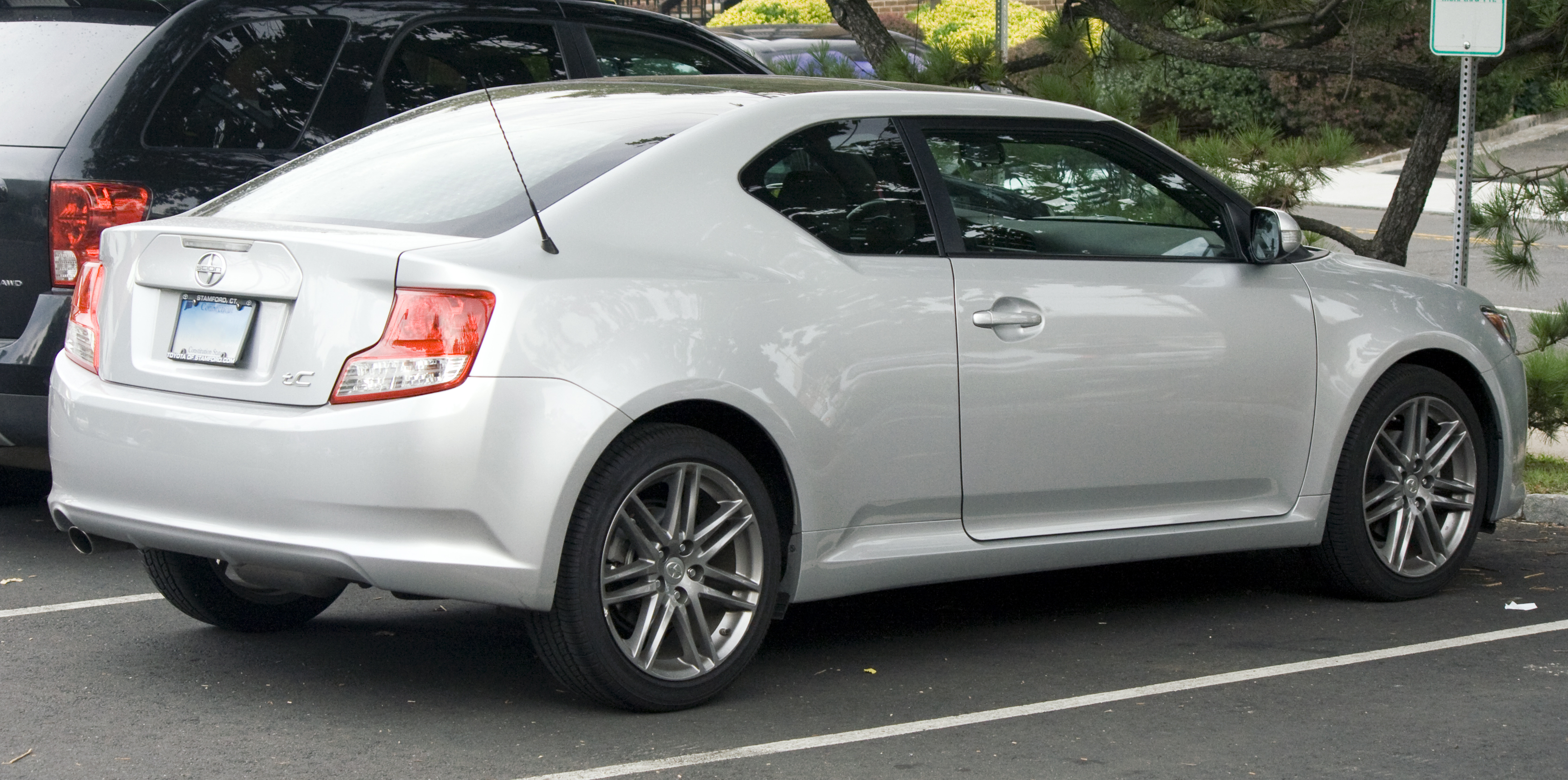
Scion tC

Nel 2015 i modelli proposti in vendita erano quattro, con la nascita della seconda generazione della tC e della xB, dalla Scion iQ (derivato dalla Toyota iQ), dalla iA (una Mazda 2 3 volumi rimarchiata) e dalla FR-S che è una coupé sportiva commercializzata nel resto del mondo come Toyota GT86.
Nel febbraio 2016 Toyota annunciò la chiusura del marchio Scion..

## Modelli da competizione
La Scion tC è uno dei modelli più famosi delle gare di Formula D; dotato originalmente della trazione anteriore, questo modello è stato modificato adottando una trazione posteriore e sviluppando nella versione da gara più di 600 CV.
Oltre alle gare di derapata, la tC è apparse in alcune gare nazionali di Rallycross come gli X Games.

## Modelli
- Scion xA
- Scion xB
- Scion tC
- Scion FR-S
- Scion iM
- Scion iA
- Scion iQ